# Cestovní ruch v Praze

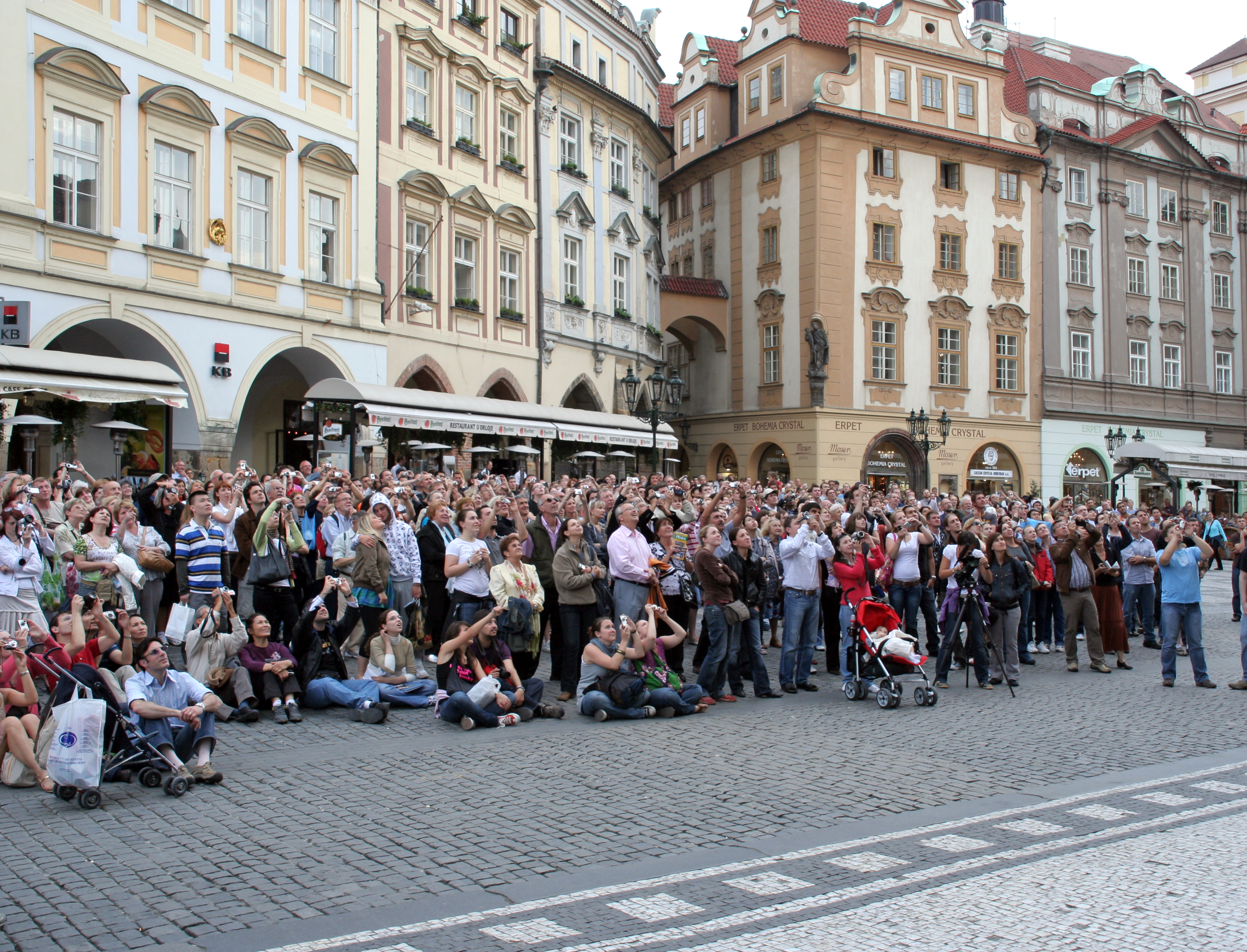
Dav turistů sledující Staroměstský orloj

Cestovní ruch v Praze je jedním z hlavních příjmů tohoto hlavního města. V roce 2018 ji navštívilo 9 milionů turistů, byla 20. nejnavštěvovanějším městem světa a po Londýně, Paříži, Istanbulu a Římě 5. nejnavštěvovanějším městem Evropy. Přibližně všech 85 % turistů navštěvujících Českou republiku navštěvuje Prahu. Nejnavštěvovanějším místem byl v roce 2018 Pražský hrad (2,4 mil. turistů), dále Lanová dráha na Petřín (2 mil. turistů). Největší koncentrace turistů bývá na Královské cestě, na Karlově mostu, Staroměstském náměstí či na Malé Straně. Nejnavštěvovanější událostí byl Signal festival (0,5 mil. návštěvníků), dále Pražská muzejní noc (0,2 mil. návštěvníků).
Ačkoliv tvoří turismus část příjmů českého hlavního města, přináší s sebou také řadu problémů jako rušení nočního klidu, vandalismus, hluk, přeplnění centra města, ničení památek či nedostatek bytů pro stálé obyvatele.
Oficiální organizace, jež spravuje a zkoumá cestovní ruch Prahy se nazývá Pražská informační služba (anglicky Prague City Tourism). Je příspěvkovou organizací hl. m. Prahy.

## Historii
Před Sametovou revolucí v roce 1989 Praha téměř nebyla turistickým městem. Po revoluci v Praze turisté začali přibývat, v roce 2000 jich bylo 2,6 milionů a v 21. století toto číslo nadále stoupá.

## Turisté podle zemí

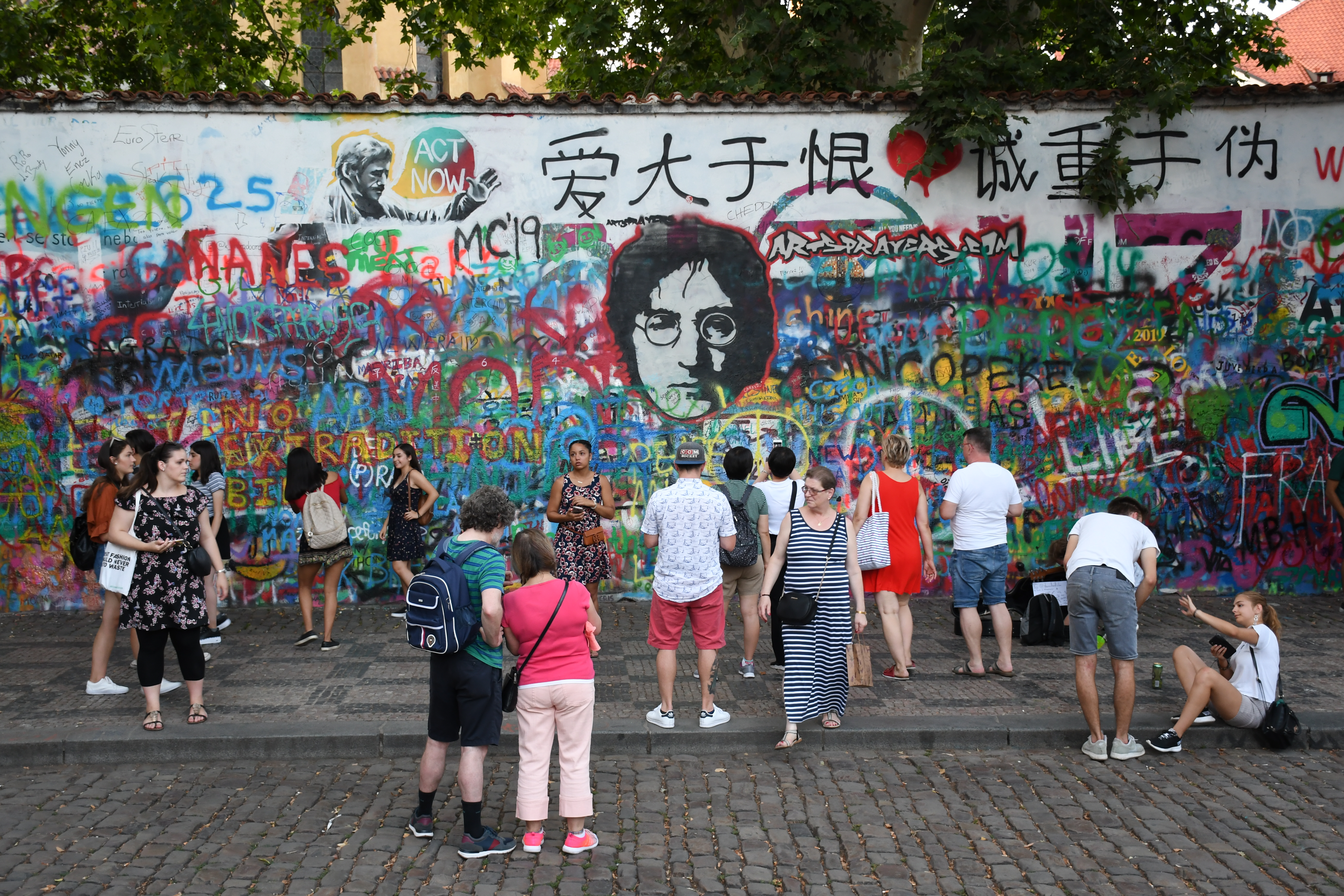
Turisté u Lennonovy zdi

| Země                   | Počet turistů   |
| ---------------------- | --------------- |
| Německo                | 877 352[zdroj?] |
| Spojené státy americké | 453 105[zdroj?] |
| Spojené království     | 410 527[zdroj?] |
| Itálie                 | 302 278[zdroj?] |
| Rusko                  | 280 641[zdroj?] |
| Slovensko              | 280 479[zdroj?] |
| Jižní Korea            | 236 449[zdroj?] |
| Francie                | 228 833[zdroj?] |
| Čína                   | 226 105[zdroj?] |
| Polsko                 | 225 890[zdroj?] |

## Cestovní ruch v Praze za rok 2018

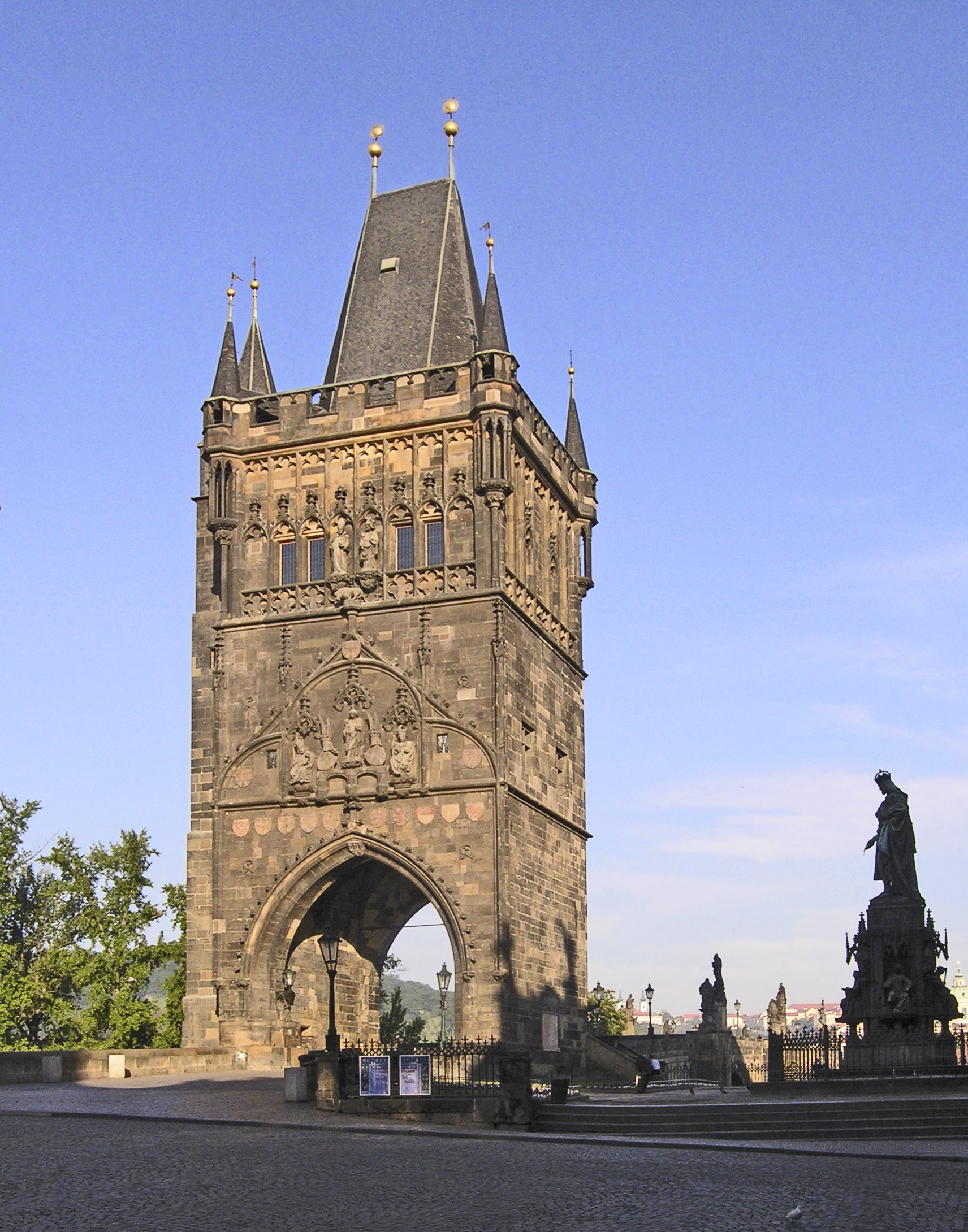
Staroměstská mostecká věž, kterou PIS - PCT spravovala do roku 2012 a poté PCT a. s. od roku 2021.

Stejně jako v předchozích letech tvořili převažující složku návštěvníci ze zahraničí, kterých Praha přivítala 6 674 368 (z hlediska počtu přenocování se jedná o země Německo, Rusko, USA, Spojené království, Itálie, ad.). Celková průměrná délka pobytu dosáhla na 2,3 noci. Informačními centry PIS - PCT prošlo 1 304 710 návštěvníků a oficiální turistické webové stránky navštívili lidé z 223 zemí a správních celků světa.

## Cestovní ruch v Praze za rok 2019
Prahu v roce 2019 navštívilo 8 044 324 turistů, z toho 84,6 % tvořili zahraniční návštěvníci a 15,4 % rezidenti z ČR. Pokud jde o počet přenocování v Praze, nejvyšší příčky zaujímali návštěvníci z Německa (12,5 %), Ruska (8,4 %), USA (7,7 %), Velké Británie (6,8 %) a Itálie (5,7 %). Průměrná délka pobytu byla 2,3 noci. Počet přenocování byl nejsilnější ve 3. čtvrtletí a nejslabší v 1. čtvrtletí.

## Cestovní ruch v Praze za rok 2020
Dle ČSÚ navštívilo Prahu 2 178 267 návštěvníků. Cestovní ruch v Praze se tak dostal na pouhých 27 % roku 2019.

## Cestovní ruch v Praze za rok 2021
Podle dat ČSÚ Prahu navštívilo 2,4 milionů turistů. Příjezdový cestovní ruch se tak propadl o téměř 70 % oproti roku 2019.